# Sebastian Sojka
Sebastian Sojka (ur. 19 sierpnia 1991) – polski judoka.
Były zawodnik KS Gwardia Bielsko-Biała (2005-2017). Dwukrotny brązowy medalista mistrzostw Polski seniorów (2014 i 2016) w kategorii do 60 kg. Ponadto m.in. młodzieżowy wicemistrz Polski 2012.